# Retie
Retie è un comune belga di 10 485 abitanti nelle Fiandre (Provincia di Anversa).
La signoria di Rethy appartenne dal 1660 alla famiglia Spinola (feudo ceduto dai Duchi e Principi del Casato di Arenberg) e poi pervenne agli eredi Mancini.
Il titolo di Principessa di Rethy fu concesso da Re Leopoldo III del Belgio alla sua seconda moglie Lilian Baels.